# Heinrich Pfleiderer
Alfred Otto Heinrich Pfleiderer (* 2. Februar 1900 in Bondorf; † 31. Dezember 1973 auf Sylt) war ein deutscher Bioklimatologe und Hochschullehrer.

## Leben
Heinrich Pfleiderer war Sohn des Stuttgarter Arztes Alfred Pfleiderer (* 1868; † 1945) und seiner Frau Angelika (* 1867; † 1958). Heinrichs Bruder war der Ökonom Otto Ernst Pfleiderer.
Pfleiderer absolvierte nach dem Abschluss seiner Schullaufbahn an den Universitäten Tübingen und Jena ein Studium der Medizin. Das Medizinstudium schloss Pfleiderer 1925 mit Promotion zum Dr. med. in Jena ab, der Titel seiner Dissertation lautete „Ueber die subjektiven Symptome des Ulcus ventriculi: Krit. Studie an Ulcusfällen, bei denen die Diagnose durch d. modern. Untersuchungsmethoden oder d. Operationsbefund sichergestellt wurde“. Nach Studienabschluss bildete er sich sechs Monate in München in den Bereichen Physikalische Medizin und Röntgenologie weiter. Anschließend war Pfleiderer in einem Sanatorium in Bad Elster beschäftigt.
Ab 1931 leitete er die Bioklimatische Forschungsanstalt der Universität Kiel in Wyk auf Föhr. Pfleiderers Habilitation im Fach „Medizinische Klimatologie und Physikalische Therapie“ folgte 1933 in Kiel. Ab 1934 war er an der Universität Kiel als Dozent tätig. Er begleitete 1935 das Projekt „Zwangsatmung“ der Deutschen Forschungsgemeinschaft. Bei der Sanitäts-Versuchs- und Lehrabteilung untersuchte er „Die Klimatobiologie extremer Kälte unter besonderer Berücksichtigung der allgemein Auskühlung im Wasser“. Im April 1939 übernahm Pfleiderer den Posten des Direktors am zentralen Institut für Bioklimatologie und Meeresheilkunde der Universität Kiel in Westerland auf Sylt, wo er ab 1941 als außerplanmäßiger Professor tätig war. Bei der NS-Fachzeitschrift „Der Biologe“ war Pfleiderer Mitarbeiter. An der Tagung über Ärztliche Fragen bei Seenot und Winternot am 26. und 27. Oktober 1942 nahm Pfleiderer als Referent teil, wo auch durch Ernst Holzlöhner über die „Unterkühlungsversuche“ im KZ Dachau referiert wurde.
Pfleiderer blieb nach Kriegsende Professor an der Universität Kiel, wo er 1954 zum planmäßigen außerordentlichen Professor und 1955 Ordinarius wurde. Pfleiderer arbeitete bei der Fachzeitschrift Grenzgebiete der Medizin redaktionell mit.
Heinrich Pfleiderer heiratete am 16. Mai 1926 in Köln die Ärztin Ilse Riemerschmid, Tochter des Künstlers und Architekten Richard Riemerschmid aus München. Der Sohn Jörg Pfleiderer (1931–2021) wurde Professor für Astrophysik an der Universität Innsbruck.

## Ämter
- Präsident der Deutschen Gesellschaft für Balneologie, Bioklimatologie und Physikalische Therapie[3]